# Greenidea nipponica
Greenidea nipponica är en insektsart. Greenidea nipponica ingår i släktet Greenidea och familjen långrörsbladlöss. Inga underarter finns listade i Catalogue of Life.